# 弗里德里希·库恩
弗里德里希·库恩（德語：Friedrich Kuhn，1919年10月24日—2005年1月8日），德国前男子雪车运动员。他曾代表西德参加1952年冬季奥林匹克运动会雪车比赛，联同安德烈亚斯·奥斯特勒、洛伦茨·尼贝尔和弗朗茨·克姆泽尔获得男子四人金牌。